# Heřmanův Městec (přírodní památka)
Heřmanův Městec je přírodní památka u obce Heřmanův Městec v okrese Chrudim v Pardubickém kraji na území přírodního parku Heřmanův Městec.

## Ochrana přírody
Předmětem ochrany je aproxylický hmyz - zejména páchník hnědý (Osmoderma barnabita) - jakožto evropsky významný druh, dále pak savci a ptáci vázaní na porosty starých doupných stromů. Zahrnuje lokality Zámecký park a Bažantnice.